# August Storck
August Storck KG (Аугуст Шторк) — один з найбільших кондитерських концернів Німеччини зі штаб-квартирою в Берліні, належить Акселю Обервелланду. З 1988 року у Великій Британії існує дочірня компанія Bendicks. Основні потужності Storck у Німеччині знаходиться у Галле, також у Скандерборзі (Данія) та у Ордруфі (Німеччина).   
Перше виробництво засновано у 1903 році Аугустом Шторком. Експансію на зовнішні ринки розпочали у 1970-і роки. Найбільш активно Storck працює на ринках Великої Британії, Польщі, країн Скандинавії, а також в Росії та Канаді.    
Оборот капіталу компанії у 2006 році експерти оцінили у 1,2 млрд євро.   

## Бренди
Найвідоміші товари та рік початку виробництва: 
- «Bendicks»
- «Campino» (1966)
- Шоколад «Château» , виготовлявся для Aldi [2][3]
- «Chocolat Pavot» (2003)
- «Kaufrüchtchen»
- «Knoppers» (1983)
- «Mamba»
- «Merci» (1965) 
  - «Merci Crocant»
  - «Merci Petits»
- «Milkfuls»
- «Minis zuckerfrei»
- «Moser-Roth» (1902), поновлено виробництво у 2007 році виключно для Aldi [4]
- «Nimm2» (1962) 
  - «Nimm2 Lachgummi» (1996)
  - «Nimm2 soft»  (2005)
- «Riesen» (1930-ті; шоколадна версія з кінця 1980-х)
- «Toffifee» (відомий в США як Toffifay) (1973)
- «Werther's Original» (1969)